# 레이스 3
레이스 3(Race 3)은 인도에서 제작된 레모 감독의 2018년 액션, 스릴러 영화이다. 살만 칸 등이 주연으로 출연하였다.

## 출연

### 주연
- 살만 칸
- 재클린 페르난데스
- 아닐 카푸르
- 바비 데올
- 데이지 샤
- 사킵 살림